# Игуманија Тавита (Тишма)
Тавита Тишма (Сарајево, 8. октобар 1977) православна је монахиња и старешина Манастира Липара.

## Биографија
Игуманија Тавита (Тишма) рођена је у Сарајеву, 8. октобра 1977. године, основну школу завршила је у Сарајеву, Четврту београдску гимназију природно-математички смер, завршила у Београду.
Дипломирала је на Факултету организационих наука Универзитета у Београду, 5. јула 2002. године. У Манастир Градац, код Рашке, Жичка епархија, отишла 10. јануара 2003. године где стасава под управом игуманије Ефимије, где је и замонашена 2. септембра 2007. године од стране епископа жичког господина Хризостома Столића.
Године 2013. са благословом епископа шумадијског Јована Младеновића, прелази у Манастир Липар код Доње Сабанте, а 28. октобра 2013. године, од стране епископа шумадијског Јована постављена је за настојатељицу Манастира Липара.